# Lugnano in Teverina
Lugnano in Teverina település Olaszországban, Terni megyében. Lakosainak száma 1428 fő (2023. január 1.). Lugnano in Teverina Alviano, Amelia, Attigliano és Graffignano községekkel határos.

## Népesség
A település népessége az elmúlt években az alábbi módon változott:
| Lakosok száma | 1464 | 1453 | 1428 |
|               | 2017 | 2018 | 2023 |